# Nachbeben
Pour plus de détails, voir Fiche technique et Distribution.
Nachbeben (en français, Séisme) est un film suisse réalisé par Stina Werenfels sorti en 2006.
Il reçoit le prix spécial du jury du Prix du cinéma suisse en 2007.

## Synopsis
Le banquier d'investissement HP vit avec sa femme Karin, son fils Max et la fille au pair danoise Birthe dans un logement design sur la Côte d'Or de Zurich. Lors d'une soirée barbecue, le meilleur ami de HP, son patron Philip, sa femme enceinte Sue et, de manière inattendue, le stagiaire de Philip, Gutzler, arrivent. L'objectif de HP est un accord financier avec son patron, sinon il devra vendre sa maison en raison de sa dette élevée.
Lorsque Philip veut mettre fin à son affaire, au cours de cette soirée, la fille au pair Birthe demande beaucoup d'argent pour qu'elle reste silencieuse sur leur liaison. Philip demande donc à HP de faire taire le jeune Birthe, sinon il n'y aura pas l'accord nécessaire à HP. Au même moment, la stagiaire Gutzler entame une liaison avec Karin et la soirée continue. Le lendemain, HP se retrouve sans argent, sans femme et sans maison.

## Fiche technique
- Titre : Nachbeben
- Réalisation : Stina Werenfels
- Scénario : Petra Lüschow (de), Stina Werenfels
- Musique : Winfried Grabe
- Direction artistique : Nicolas Imhof
- Costumes : Monika Goerner-Vogt
- Photographie : Piotr Jaxa
- Son : Luc Yersin
- Montage : Isabel Meier
- Production : Karin Koch, Samir
- Sociétés de production : Dschoint Ventschr (de)
- Société de distribution : Look Now!
- Pays de production :  Suisse
- Langue : allemand
- Format : Couleur - 1,78:1 - Mono
- Genre : Drame
- Durée : 96 minutes
- Dates de sortie :
  - Suisse : 1er mars 2006.

## Distribution
- Michael Neuenschwander (de) : HP (Hanspeter)
- Georg Scharegg (de) : Philip
- Susanne-Marie Wrage (de) : Karin
- Bettina Stucky : Sue
- Olivia Frolich : Birthe
- Leonardo Nigro (de) : Gutzeler
- Mikki Levy : Max

## Source de la traduction
- (de) Cet article est partiellement ou en totalité issu de l’article de Wikipédia en allemand intitulé « Nachbeben (Film) » (voir la liste des auteurs).